# Chancay (ciutat)
Chancay (en espanyol Chancay, en quítxua Chankay) és una ciutat i port del Perú, que es troba a 76 km al nord de la ciutat de Lima. Té una població de 32.312 habitants. És la capital del districte de Chancay, a la província de Huaral, del departament de Lima. Des de l'inici de la República fins a 1976 va ser capital de la província de Chancay (actualment província de Huaura).

## Port

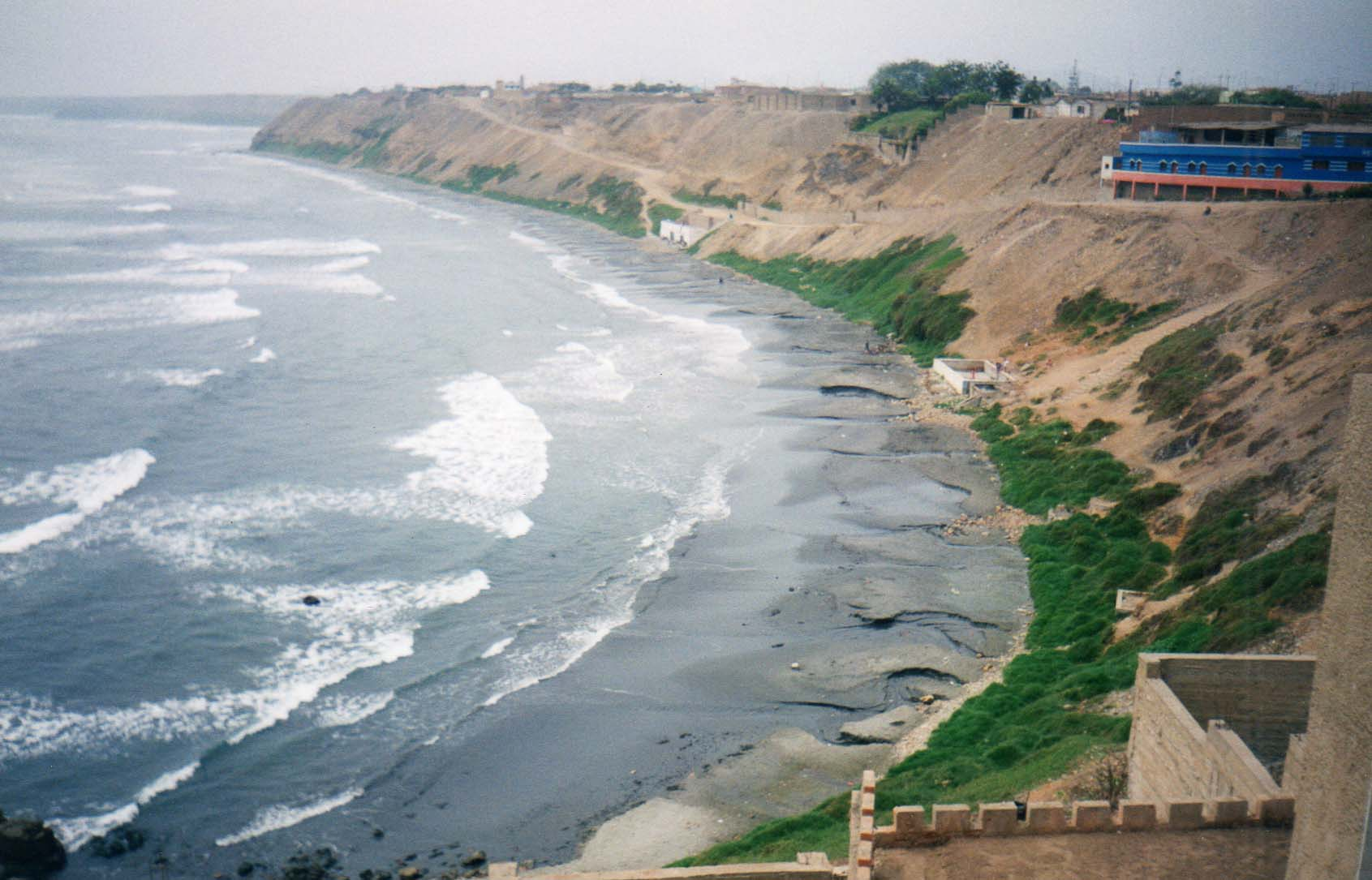
Platges de Chancay

El port de Chancay té un valor històric per haver estat l'escenari de la defensa peruana durant els dies de la Guerra del Pacífic. Davant de les seves platges va ser enfonsada la canonera xilena Covadonga la tarda del 13 de setembre de 1880, al detonar una embarcació d'esbarjo que va servir d'esquer.

## Plaça d'Armes
La Plaça d'Armes de Chancay, una de les més grans del Perú, és el centre de les activitats polítiques, socials, culturals i d'esbarjo de la ciutat. Des de l'any 1999, part de les restes de la Covadonga (l'ancora, una part d'un canó i 20 metres de cadena) es troben col·locades en un monument situat en un angle de la plaça, davant de la Municipalitat.

## Museu
El museu de Chancay va obrir el 23 de juliol de 1991, durant la gestió de l'alcalde Luis Casas Sebastián, amb recursos propis de la municipalitat, tenint com a seu el local de l'antic palau municipal.
Exhibeix més de dues mil peces arqueològiques de la cultura chancay i les restes del vaixell xilè Covadonga, entre els quals destaca el medalló entregat pel govern xilè a aquesta nau per haver enfonsat el vaixell peruà Independencia, a la batalla naval de Punta Gruesa.

## Castell
El Castell de Chancay és un castell d'estil historicista / medieval, que fou construït entre les dècades de 1920 i 1930, sobre un penya-segat rocós a les platges de Chancay.